# پیسارووتسه
پیسارووتسه (به لهستانی:  Pisarowce) یک روستا در لهستان است که در گمینا سانوک واقع شده‌است. پیسارووتسه ۸۰۰ نفر جمعیت دارد.